# Station Wiązów
Station Wiązów is een spoorwegstation in de Poolse plaats Wiązów.